# مايكل بينت
مايكل بينت (بالإنجليزية: Michael Bentt) مواليد 4 سبتمبر 1965 في لندن، هو ملاكم أمريكي يصنف ضمن فئة الوزن الثقيل. حقق بطولة منظمة الملاكمة العالمية.

## إحصائيات
خاض خلال مسيرته 13 نزالا، فاز في 11 وخسر في 2. فاز بالضربة القاضية في 6 نزالا.

## الميداليات
| الميدالية | المسابقة                    |
| --------- | --------------------------- |
| برونزية   | دورة الألعاب الأمريكية 1987 |

## وصلات خارجية
- مايكل بينت على موقع IMDb (الإنجليزية)
- مايكل بينت على موقع قاعدة بيانات الفيلم (الإنجليزية)
- مايكل بينت على موقع بوكس ريك (الإنجليزية) (registration required)

- الموقع الرسمي